# Jours heureux (film, 1940)
Pour les articles homonymes, voir Jours heureux.
Pour plus de détails, voir Fiche technique et Distribution.
Jours heureux (arabe : يوم سعيد, Youm saîd) est un mélodrame musical égyptien réalisé par Mohamed Karim et sorti en 1940.
C'est le premier film dans lequel joue Faten Hamama, qui n'avait alors que huit ans.

## Synopsis
Abdel Wahab joue le rôle d'un jeune homme qui a la malchance d'être licencié. Il rencontre une belle femme et en tombe amoureux. Les parents de la jeune femme n'approuvent pas cet homme. Le jeune homme acquiert une bonne réputation et devient célèbre. Une femme riche, qui a secrètement le béguin pour lui, lui demande de prendre des leçons de musique, dans le seul but de se rapprocher de lui. La dame riche découvre qu'il est amoureux d'une autre femme et tente de saboter leur relation, mais elle échoue et les amants restent ensemble. Après ce qui s'est passé, les parents de la dame sont convaincus de la loyauté et de l'amour de l'homme et l'acceptent comme mari.

## Fiche technique
- Titre français : Jours heureux ou Jour heureux[1]
- Titre original : يوم سعيد, Youm saîd[2]
- Réalisation : Mohamed Karim
- Scénario : Mohamed Karim, Abdel Wareth Asar
- Photographie : Mostafa Hassan
- Musique : Mohammed Abdel Wahab
- Sociétés de production : Films Abdel Wahab
- Pays de production :  Égypte
- Langue de tournage : arabe
- Format : Noir et blanc
- Genre : mélodrame musical
- Durée : 125 minutes
- Dates de sortie : 
  - Égypte : 1940
  - France : 17 juin 1953[1]

## Distribution

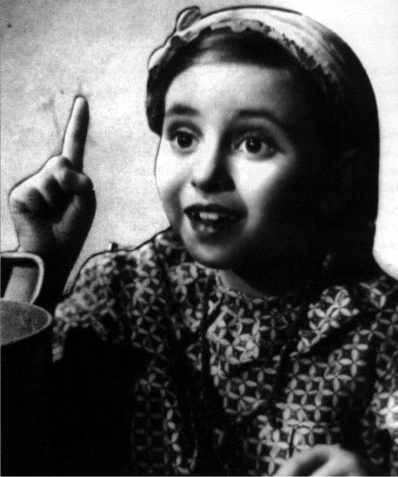
L'actrice égyptienne Faten Hamama, alors âgée de 9 ans, dans une scène du film.

- Mohammed Abdel Wahab
- Faten Hamama
- Samiha Samih